# Øster Snede
Øster Snede – miasto w Danii, w regionie Jutlandia Środkowa, w gminie Hedensted.